# Típico panameño
El Típico panameño
es un género musical y baile autóctono de Panamá, que representa la transformación de la música Panameña anónima y folclórica a la conformación de conjuntos de música típica popular de autor con ánimo de lucro, asimismo, el término "típico" es utilizado de forma local, por extensión, para denominar a todas las manifestaciones musicales y coreográficas vernaculares de las provincias centrales de Panamá.
 El nombre pindín debe evitarse por su connotación despectiva.
En su evolución a mediados del siglo XX toma ritmos e instrumentos de la música latina contemporánea pasando a ser un híbrido musical con marcada prevalencia de la música folclórica panameña e influencias rítmicas y melódicas provenientes del Danzón, Son cubano, Merengue, vals y Vallenato.

## Origen
El origen de la música típica de acordeón se ubica entre finales del siglo XIX e inicios del siglo XX, específicamente en los primeros 30 años de este último.
El conjunto de música típica estaba conformado en sus inicios por una orquesta bastante sencilla, compuesta por un violín, una guitarra, uno o dos tambores de cuñas (Pujador y Repicador), un par de maracas o churuca, una caja y un triángulo. En esta pequeña orquesta se refleja la transculturación producto de la posición geográfica de Panamá en el continente americano. El violín y la guitarra son muestra de la influencia europea, las maracas y la churuca son de impronta indígena y el tambor de cuña proviene del continente africano.
El violín era el instrumento melódico preferido tanto en la capital como en el interior de la república, siendo notable la instalación de una escuela libre de música en la Ciudad de las Tablas, Provincia de Los Santos, por iniciativa del violinista Juan Molina. En la institución se educaron grandes ejecutantes del instrumento, que posteriormente formarían parte de innumerables conjuntos típicos.
El repertorio de las agrupaciones abarcaba una gran variedad de géneros musicales tanto nacionales como extranjeros; entre los extranjeros estaban: la Polca, la Danza, el Pasillo, la Mazurca y el Danzón. Estos géneros musicales extranjeros comprendían la llamada "Música de Salón", que era bailada por un público selecto compuesto por la clase media y la burguesía capitalina e interiorana.  En cambio entre los ritmos nacionales que se ejecutaban en aquella época estaban: la Cumbia , el Punto, y la Mejorana.
Las fiestas eran efectuadas por invitación en la casa del oferente de la celebración. Las residencias en el interior eran conocidas con el nombre "De quincha", y contaban con grandes salas en su parte interior que se prestaban para los bailes. En cambio en la ciudad capital se hacían en locales o espacios cerrados al aire libre donde se cobraba la entrada.
En aquella época las celebraciones en el interior duraban alrededor de tres días. En ellas a los caballeros se les colocaba una cinta de color, para cada día de fiesta para poder bailar, y no existían conflictos porque todo era organizado por invitación.
En los conjuntos típicos, el violín tuvo hegemonía hasta 1949, año en que se organiza el primer festival de Guararé. 
Entre los violinistas más destacados de la época podemos mencionar a Colaco Cortés, Francisco Chico Purio Ramírez, Juan Molina, Rogelio Gelo Córdoba, Dorindo Cárdenas y Ceferino Nieto. Son estos artistas en donde se cimenta la música tradicional panameña.

### La transición del violín al acordeón
El Acordeón Procedente de Austria, fue traído a Panamá a mediados del siglo XIX, por marineros y aventureros europeos que en grandes cantidades, cruzaban el istmo rumbo a California. Ya a fines del siglo pasado, durante la gran guerra civil colombiana, denominada Guerra de los Mil Días, los panameños usaban el acordeón como sustituto del violín en los bailes populares. Existen grabaciones de interesantes cumbias de la Guerra de los Mil Días, y existen testimonios de músicos de aquellos tiempos que afirman que el acordeón era instrumento usado en los bailes de antaño.
El violín en la Península de Azuero, se usaba para amenizar las fiestas y el acordeón solo se permitía tocar en los campos, cantinas y burdeles. Rogelio Gelo Córdoba, violinista por excelencia deja de ejecutar el violín y empieza a tocar el acordeón en la década del 40 del siglo XX. Gelo provenía de una familia con grandes dotes musicales, sus primeras experiencias musicales las tuvo con sus padres, Gertrudis y Fermín, que al parecer dominaban el violín y algo del acordeón. Se dice que un papel fundamental lo desempeñó su tío, Sacramento Córdoba, de quien recibió las primeras clases sobre el uso del instrumento.
Es así como el acordeón surge de los estratos populares, avanzando socialmente hacia la clase media en la Península de azuero, posteriormente abarcar otras provincias y la ciudad capital con una aceptación regular.
A mediados del siglo XX, las agrupaciones típicas suplantan la mayoría de los instrumentos folclóricos con el objetivo de adecuarse al gusto musical de las multitudes urbanas. En búsqueda de una mayor aceptación incluyen a la orquesta: timbales, congas, guitarra eléctrica y el bajo eléctrico. A esta transformación sobrevive solamente el acordeón, que en adelante sería el sello distintivo del denominado género típico o pindín.

## Formación instrumental
La formación instrumental varía dependiendo de la generación a la que pertenezca el conjunto típico, puede ser según los patrones originales de inicios del siglo XX, según los patrones de la música típica de transición en la década del 40 y según los patrones contemporáneos.

### Instrumentos de los conjuntos típicos de inicios delsigloXX

#### Violín
El violín (etimología: del italiano violino, diminutivo de viola o viella) es un instrumento de cuerda frotada que tiene cuatro cuerdas afinadas por intervalos de quintas: sol2, re3, la3 y mi4 (según el índice acústico Franco-Belga). La cuerda de sonoridad más grave (o "baja") es la de sol2, y luego le siguen, en orden creciente, el re3, la3 y mi4. En el violín la primera cuerda en ser afinada es la del la; esta se afina comúnmente a una frecuencia de 440Hz, utilizando como referencia un diapasón clásico de metal ahorquillado o, desde el siglo XX, un diapasón electrónico.

#### Guitarra española
La guitarra es un instrumento musical de cuerda pulsada, compuesto de una caja de madera, un mástil sobre el que va adosado el diapasón o trastero —generalmente con un agujero acústico en el centro de la tapa (boca)—, y seis cuerdas. Sobre el diapasón van incrustados los trastes, que permiten las diferentes notas. Su nombre específico es guitarra clásica o guitarra española.

#### Tambor
Tambor de forma cilíndrica, de sonido agudo, está revestido con cuero de venado, amarrado con cuerdas y cuñas que le dan tensión al cuero, generalmente es el que adorna la melodía de percusión con su repicar en contratiempo.

#### La caja redoblante hispánica
Es el tambor que lleva el compás, Instrumento cilíndrico hueco confeccionado de madera cubierto con cuero de venado, tiene parches por sus dos lados, y se toca con dos bolillos o palitos y normalmente acompañado con una cuerda delgada tensada en uno de sus parches de cuero, para que al ser ejecutado emita un sonido vibratorio acompañado con el sonido del cuero.

#### Flauta dulce
La flauta dulce o flauta de pico es un instrumento de viento muy antiguo. Popular desde la Edad Media hasta finales del Barroco, fue quedando relegado su uso al desarrollarse la orquesta clásica, poblada de instrumentos más sonoros. 

#### Triángulo
El triángulo es una barra o estructura cilíndrica de acero doblada en forma de triángulo, como su nombre indica, con la particularidad de que uno de sus vértices queda abierto. Normalmente, el ejecutante no sostiene directamente el instrumento haciéndolo por uno de sus lados sino mediante un cordel que, atado al vértice superior, sirve para suspenderlo.

### Instrumentos de los conjuntos típicos de la época de transición en la década del 40 delsigloXX

#### El acordeón
El acordeón diatónico a botones o melodeón es un acordeón que se diferencia del acordeón cromático porque su estructura musical depende de escalas mayores, y porque sus teclas (comúnmente llamadas botones) son redondas.
En un lado tiene los bajos y acordes que usualmente se usan para acompañar la música o melodía que se interpreta en el otro lado. Los acordeones diatónicos los hay de uno dos y tres líneas. Una línea tiene 10 u 11 botones, y por línea existen 4 botones de bajo. A diferencia del acordeón cromático (también conocido como acordeón piano), la nota del mismo botón (tecla redonda) en un diatónico cambia dependiendo si el aire sale o entra. Es decir, si se cierra el fuelle o se abre.

#### Churuca
La churuca se confecciona a partir de una calabaza. Esta calabaza tiene forma alargada y por lo general termina en un mango curvo. Se deja secar hasta que al agitarse como si fuese un sonajero, se sienta el sonido de las semillas. En este momento, es necesario hacer una incisión o hueco con mucho cuidado para sacarle las semillas y los restos de pulpa del fruto, dejándose solamente la parte externa, ya seca. Luego de ese delicado proceso, se le hacen con segueta o cuchillo las ranunas en la cara opuesta a aquella donde se abrió el agujero. Estas ranuras, o rayas, luego para producir el sonido al ser rascadas con el trinche.

### Instrumentos de los conjuntos típicos contemporáneos

#### Guitarra eléctrica
Una guitarra eléctrica es una guitarra que utiliza el principio de inducción electromagnética para convertir las vibraciones de sus cuerdas de metal en señales eléctricas. Dado que la señal generada es relativamente débil, esta se amplifica antes de enviarla a un altavoz. 

#### Güira
El güiro consiste de un cilindro de madera sobre el que se marcan (en uno de sus lados) una serie de estrías profundas. La güira en cambio está hecha de metal. Tiene un asa para sujetar el instrumento. Se toca sosteniéndola verticalmente por el asa con la mano. Se rasca con un peine de púas metálicas.

#### Bajo eléctrico
El bajo eléctrico (también llamado sencillamente bajo) es un instrumento musical de la familia de los cordófonos, similar en apariencia y construcción a la guitarra eléctrica, pero con un cuerpo de mayores dimensiones, un mástil de mayor longitud y escala y, normalmente, cuatro cuerdas afinadas según la afinación estándar del contrabajo.

#### Timbales
Los timbales, pailas, timbaletas o tarolas tropicales, son tambores cilíndricos, de un solo parche, con armazón de metal, más cortos que los tom toms, y afinados más agudos, que se pueden acompañar con percusión auxiliar.

#### Congas
La Conga (también llamada tumbadora), es un instrumento de percusión membranófono, de un solo parche, desarrollado en Cuba.
Más bien deben de decir,(Tumbadoras) "también llamadas congas", como bien dice la entrada anterior, es un instrumento cubano y en Cuba siempre se llamó "tumbadora", conga es un ritmo también cubano, donde la "tumbadora es uno de los instrumentos fundamentales que se utilizan para su ejecución, con la conversión de la música cubana en (salsa) se reconvirtió el nombre de la tumbadora en conga, pero su nombre original es (tumbadora).

## Modalidades de ejecución
En las canciones de Música Típica el acordeón es ejecutado mayormente en tonos menores, dándole un tono triste y melancólico. La evolución del género ha llevado que el canto tenga mayor preponderancia que la música. además, tiene como acompañante un grito de faena campesino Panameño llamado Saloma, que generalmente es realizado por una mujer que las entona en acompañamiento del acordeón, con el objetivo de llenar la ausencia de la voz del cantante en el transcurso de la canción.
En cuanto a la estructura de la canción, puede tener el formato propio del  tamborito donde la cantalante entona la melodía y marca el compás cantando un estribillo y luego una estrofa seguida por los músicos; el coro a su vez responde cantando ese estribillo mientras siguen la melodía dándose una especie de diálogo cantado entre el cantante y el coro. La otra modalidad es propia de los cantos de la Cumbia panameña en el formato ordinario de Estrofa y coro.
El típico tiene en la actualidad una conformación de híbrido musical entre la música folclórica panameña y los ritmos contemporáneos tropicales latinoamericanos, que se ve traducido en los siguientes ritmos:
- Danzón-Cumbia: Híbrido folclórico entre el Danzón cubano y la Cumbia.
- La cumbia: Ritmo en compás 2/4 de origen Africano presenta en la mayoría de las provincias de Panamá. En Acordeón es ejecutado en tonos menores producto de la influencia melódica de los violines que fue trasladada al acordeón panameño. Otra forma de ejecución, puede ser al estilo de un paseo vallenato colombiano, debido a las influencias musicales recibidas de ese género a mediados del siglo XX. También se emplean como recurso ritmos afrocaribeños[7]
- La Cumbia Atravesá: Variante de la Cumbia en compás 6/8.
- El Tamborito: Ritmo panameño de influencia Africana e hispánica en compás 2/4 y 6/8.

### Pasos básicos y forma de baile
El Baile del Típico, sigue los patrones de la cumbia amonajá (véase Cumbia (Panamá)), moviéndose los pies y caderas de forma similar al Son cubano, las parejas se agarran en posición de vals y normalmente oscilan de un lado a otro como en aquel, paralelo a esto dan vueltas en su propio eje y recorren toda la sala en forma circular en sentido contrario al reloj o desordenada (a veces hasta se chocan las parejas), variando la velocidad de las vueltas sobre su propio eje y su desplazamiento dependiendo del ritmo de la canción. Cuando las parejas tienen algún grado de afinidad sentimental se abrazan y pegan mejilla con mejilla.
Exista otra modalidad suelta que corresponde a cuando se toca la cumbia atravesá, en el que las parejas forman una rueda en el sentido contrario a las manecillas del reloj, bailan una frente a la otra sin agarrarse en una especie de andar con ritmo, moviendo las caderas, los hombros y los brazos. Normalmente, conforme a los cambios de la canción los danzantes pueden zapatear, dar vueltas en su propio eje, hacer escobillados y seguidillas, pasos propios del folclore y de la Cumbia de las provincias centrales del país (véase Cumbia (Panamá)). En el baile típico, las parejas no se dan vueltas con las manos.